# Honda CBF 600
La Honda CBF 600 è una motocicletta sportiva prodotta dalla casa motociclistica giapponese Honda dal 2004 al 2013, nello stabilimento abruzzese di Atessa.
I modelli disponibili sono due: la CBF 600N, che è la versione naked e più  sportiva e la CBF 600S, che è la semicarenata più turistica.

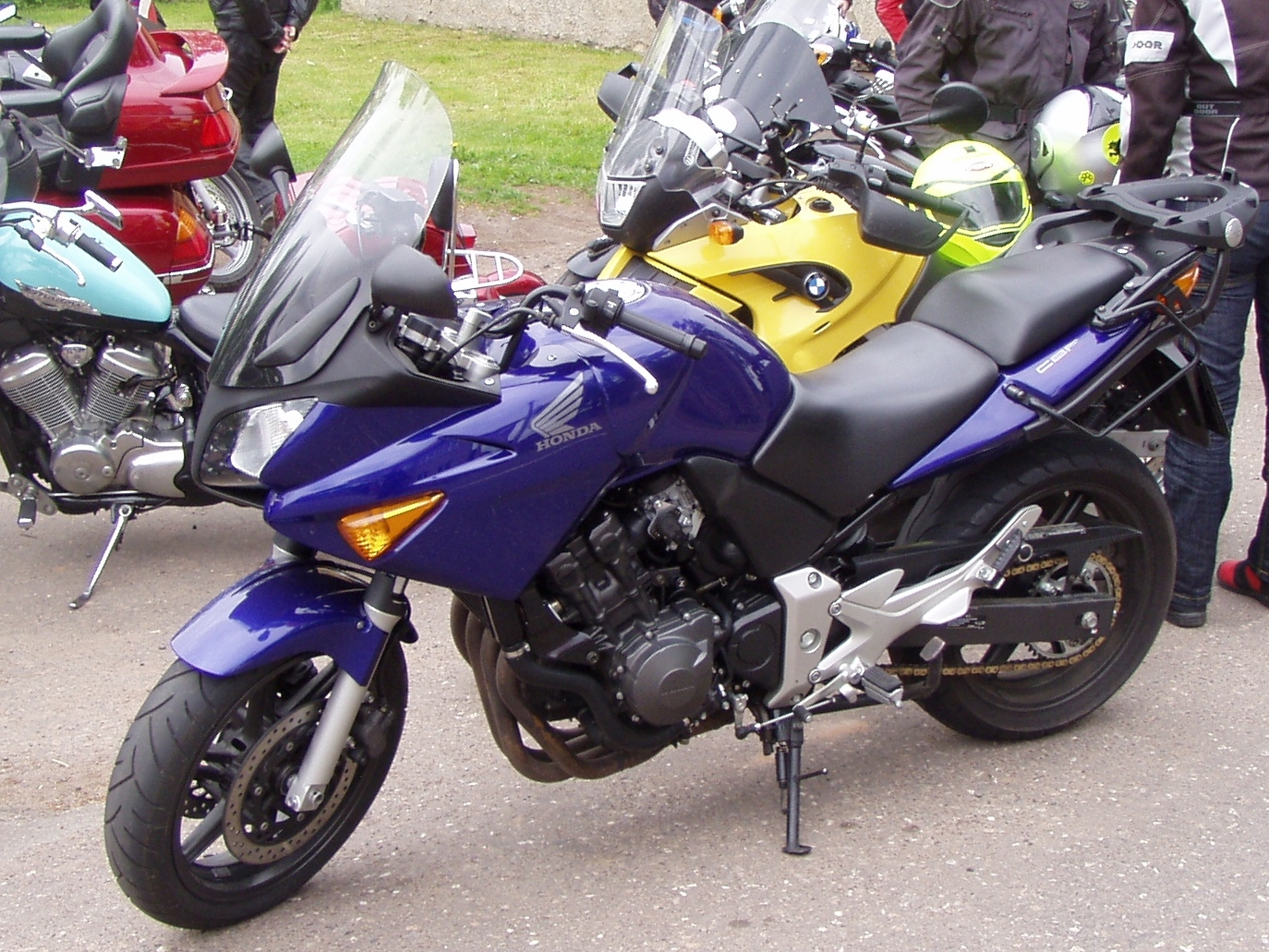
CBF 600S PC38

## Descrizione e tecnica
Il modello è spinto da un motore a quattro tempi a quattro cilindri in linea di 599 cm³, con distribuzione con doppio albero a camme in testa (DOHC) a quattro valvole per cilindro, per un totale di 16.

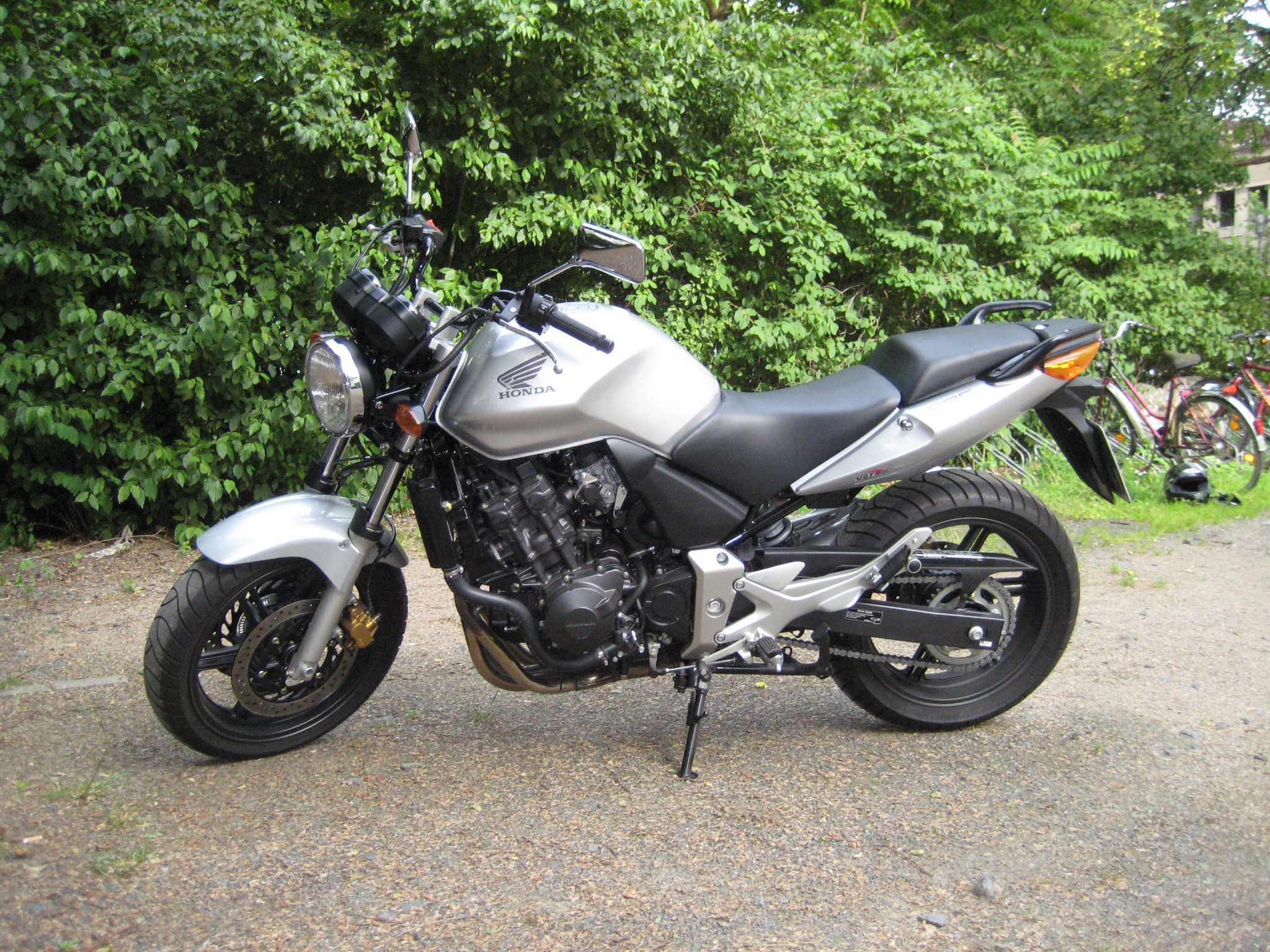
CBF 600N PC38

## Prima generazione (2004–2007) - PC38
Ad inizio anni 2000 la Honda CB 500 non era più conforme agli standard europei sulle emissioni inquinanti, quindi Honda decise di introdorre un nuova moto di media cilindrata dotata del motore già installato sulla coeva 600 Hornet e già omologato Euro 2.

## Seconda generazione (2007–2013) - PC43

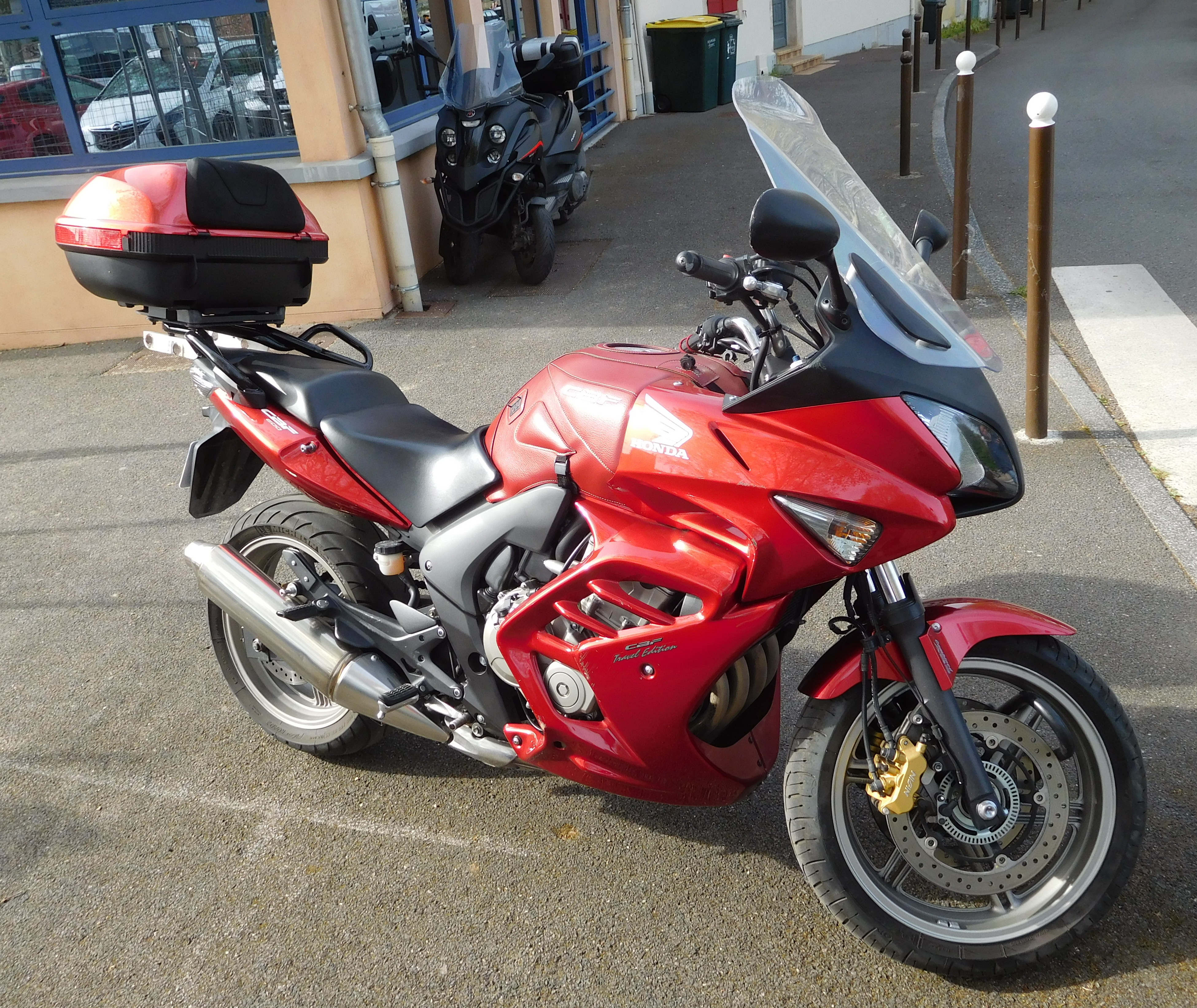
CBF 600S PC43

La seconda generazione del modello, completamente nuova realizzata per essere conforme agli standard Euro 3 introdotti nel 2008, adottò un nuovo motore questa volta però ripreso dalla CBR 600RR del 2007, in versione depotenziata e dotato di iniezione elettronica, per migliorare i consumi mantenendo al contempo i medesimi valori di coppia e potenza. Inoltre furono apportate altre importanti modifiche, come l'incremento della capacità del serbatoio di un litro, il nuovo telaio in fusione di alluminio e il motore verniciato in grigio metallizzato anziché nero.

## Riepilogo versioni
|                          | CBF600 PC38 N4, N5, N6                                                         | CBF600 PC43 N8                                                                 |
| ------------------------ | ------------------------------------------------------------------------------ | ------------------------------------------------------------------------------ |
| Motore                   | 4 cilindri a 16 valvole DOHC raffreddato a liquido                             | 4 cilindri a 16 valvole DOHC raffreddato a liquido                             |
| Cilindrata               | 599,9 cm³                                                                      | 599,3 cm³                                                                      |
| Potenza                  | 57 kW (76 CV) a 10500 giri/min                                                 | 57 kW (76 CV) a 10500 giri/min                                                 |
| Coppia                   | 58 N⋅m a 8000 giri/min                                                         | 59 N⋅m a 8250 giri/min                                                         |
| Cambio                   | 6 marce                                                                        | 6 marce                                                                        |
| Alimentazione            | Carburatori quadrupli da 34 mm                                                 | Iniezione elettronica PGM-FI                                                   |
| Telaio                   | Tubolare in acciaio                                                            | Fusione di alluminio                                                           |
| Serbatoio                | 19 litri                                                                       | 20 litri                                                                       |
| Altezza sella            | 785 mm (± 15 mm)                                                               | 785 mm (± 15 mm)                                                               |
| Altezza da terra         | 130 mm                                                                         | 130 mm                                                                         |
| Sospensioni anteriori    | Forcella telescopica da 41 mm, escursione di 120 mm                            | Forcella telescopica da 41 mm, escursione di 120 mm                            |
| Freni anteriori          | 2 dischi da 296 mm con pinze a 2 pistoncini (ABS)                              |                                                                                |
| Pneumatico anteriore     | 120/70 ZR17M/C (58W)                                                           | 120/70 ZR17M/C (58W)                                                           |
| Sospensione posteriore   | Monoammortizzatore con precarico regolabile su 7 livelli, escursione di 125 mm | Monoammortizzatore con precarico regolabile su 7 livelli, escursione di 125 mm |
| Freni posteriore         | Pinza monodisco a 1 pistoncino (ABS)                                           |                                                                                |
| Pneumatico posteriore    | 160/60 ZR17M/C (69W)                                                           | 160/60 ZR17M/C (69W)                                                           |
| Peso in ordine di marcia | 215 kg (A: 106 kg; P: 109 kg)                                                  | 213 kg (A: 103 kg; P: 110 kg), ABS: 218 kg (A: 105 kg; P: 113 kg)              |